# Turanana panaegides
Turanana panaegides is een vlinder uit de familie van de Lycaenidae. De wetenschappelijke naam van de soort is voor het eerst gepubliceerd in 1886 door Otto Staudinger.